# أرتوين

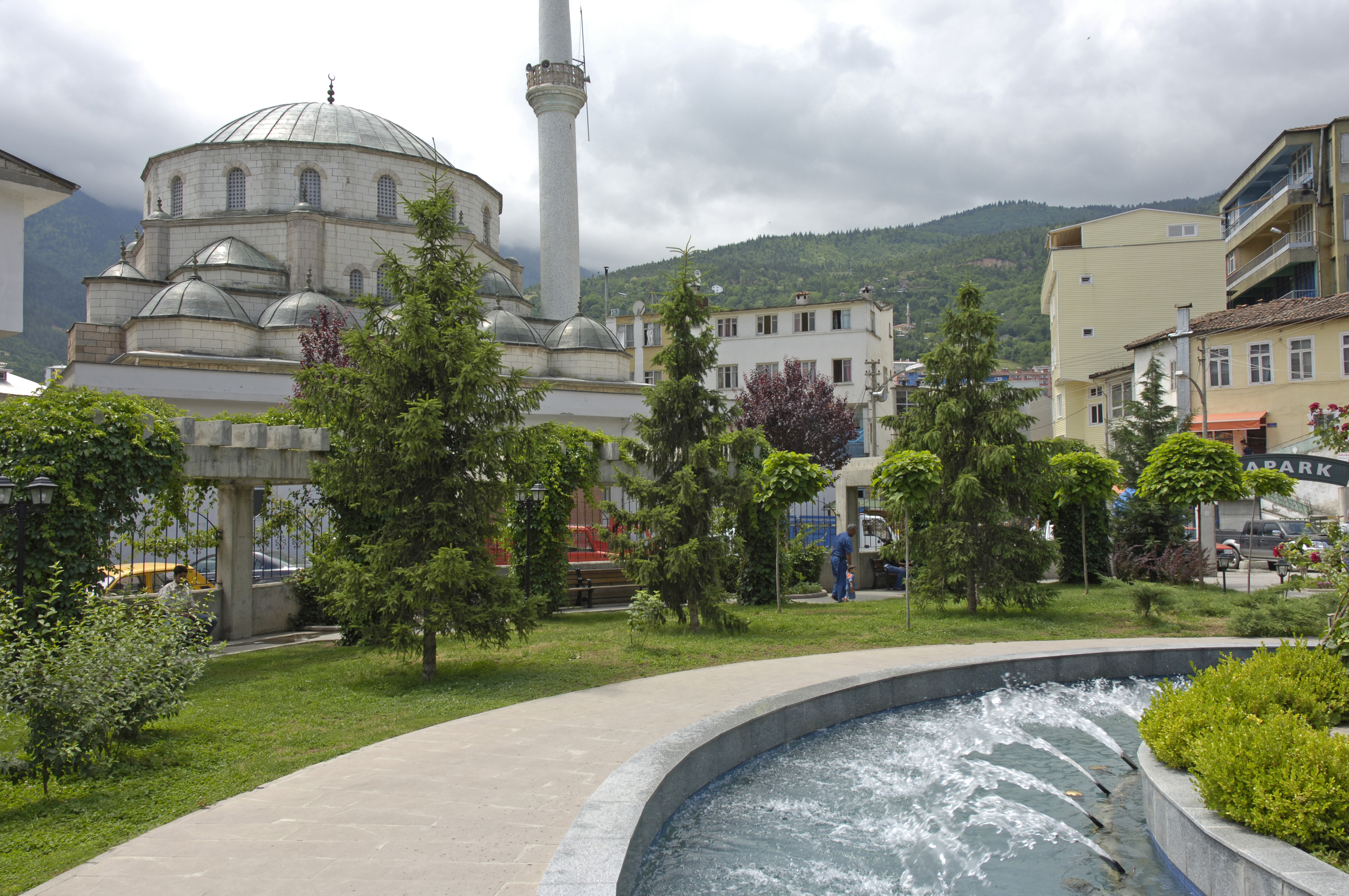
صورة لأحد مساجد المدينة

أرتوين (بالتركية: Artvin) هي عاصمة محافظة أرتوين تقع في شمال شرق تركيا قرب الحدود الجورجية يبلغ عدد سكانها حوالي 34 ألف نسمة.

## التضاريس والطبيعة والمعالم
تنقسم مدينة ارتوين إلى قسمين بنهر جوروه حيث تتميز المدينة بوديانها الطويلة ومنحدراتها الشديدة وسلسلة من الجبال العالية المتراصة واحداً تلو الآخر، والتي يصل ارتفاع كل منها إلى 3900 متر وتتميز بوفرة الغابات الطبيعية الكثيفة العذراء وبحيرات كريتر و (فوهات البراكين) المتواجدة فوق قمم الجبال الشامخة وبأزهارها السوداء والزاهية والمرتفعات والهضاب والسفوح الخضراء الغنية بمختلف أنواع الحيوانات والنباتات والكنائس والمعابد التاريخية والقلاع والجسور القوسية القديمة وهندستها المعمارية التقليدية.

## السياحة
إن كثرة المهرجانات التي تقام بها تجعل منها قبلة للسياح على الصعيدين العالمي والمحلي. في هذه المنطقة يتم ممارسة تسلق الجبال على جبال كاجكار العالمية والقيام بالرحلات والتنزهات سيرا على الأقدام على مسارات لمسافات طويلة خلال الأشجار الباسقات والجنان الخضراء الخلابة المتساقطة فيها الشلالات والجمال الطبيعي الزاخر بالينابيع المائية والقيام برياضة الرافتينغ في نهر جورو ونهر بارهال وكما يوجد أيضا شلالات كاتاماران حيث بالإمكان ركوب القوارب وغيرها من الرياضات والنشاطات التي تسري من أنواع السياحة في مدينة ارتوين.

## توأمة
لأرتوين اتفاقيات توأمة مع كل من:
- آخالتسيخه
- أوسلو
- باطوم
- الدار البيضاء

## أعلام
- رزان قادين أفندي
- عصمت سو
- حسين حسني باشا